# آلبرت بونسترا

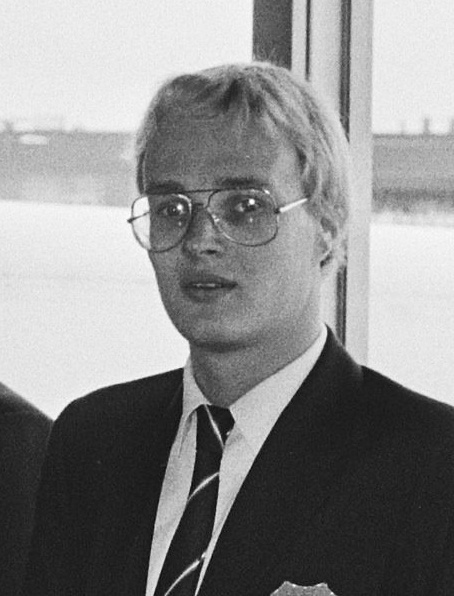
آلبرت بونسترا - ۱۹۸۰

آلبرت بونسترا (به انگلیسی: Albert Boonstra) (زادهٔ ۲۲ مهٔ ۱۹۵۷) شناگر اهل هلند است.